# Porangahau
Porangahau è una piccola città sulla costa pacifica dell'Isola del Nord della Nuova Zelanda. La località, scarsamente abitata, è nella zona più meridionale della Baia di Hawke, 45 kilometri a Sud di Waipukurau.
La cittadina è sei chilometri a nordest di  una piccola collina nota per il suo lunghissimo nome:  Taumatawhakatangihangakoauauotamateaturipukakapikimaungahoronukupokaiwhenuakitanatahu.